# 庄熊罴
庄熊羆（?—?），《汉书》因避汉明帝讳又作严熊。西汉汉武帝时关中人。
庄熊羆是修建龙首渠的发起人。汉武帝元狩至元鼎年间，他上书武帝说：临晋（今陕西大荔县东南朝邑镇西南）人愿引洛水灌溉重泉县（在今蒲城县东南）以东今陕西蒲城、大荔一带的一万多顷盐碱地。武帝采用他的建议，征发民工万余人，修凿龙首渠，自征（今陕西澄城西南）引洛水经商颜山南行至临晋。因商颜山一带土质松疏，渠岸易崩。民工创造井渠法，在井下通水。工程历时十余年完成。